# 前川涼
前川 涼（まえかわ りょう、1978年12月21日 - ）は日本の漫画家。
福岡県北九州市出身・在住。血液型はA型。身長153cm。

## 概要
高校卒業後、『りぼんオリジナル』（集英社）1997年6月号に読み切り「恋は大騒ぎ」を発表し、デビュー。
当初はストーリー漫画家だったが、『りぼんオリジナル』でのクイズコーナー「みんなでクイズ アニマル横町」が人気となり、
その登場キャラクターをもとにしたギャグショート「アニマル横町」が少女漫画雑誌『りぼん』（集英社）において連載開始。コミックスは既刊24巻（2025年現在）で現在も連載中であり、第51回（平成17年度）小学館漫画賞児童向け部門を受賞するほか、アニメ化するほどの人気作品となった。
2025年現在においては、津山ちなみのHIGH SCOREに次ぐ連載期間を誇る長寿作品である。

## 人物
好きな食べ物は、ごはん・麺類・トマト・茸・ネギ・牛タン。
好きな歌手はCHAGE and ASKA。
姉が1人おり、年子。ペットとして、ミニチュアダックスフントの「成(なる)」(♀)と、チワワの「小豆(こまめ)」(♀)を飼っている。
プライベートでは槙ようこ・種村有菜・福米ともみらとの親交が深い。また、『ちゃお』（小学館）の看板作家で同じ福岡県出身の篠塚ひろむとも仲が良い。
三国志好きで『アニマル横町』の中にはたびたび三国志ネタが登場している。好きな武将は曹魏の猛将、夏侯惇。
GBA版ゲーム、『アニマル横町 どき☆どき進級試験!の巻』には、「前川先生」という彼女をモチーフにしたキャラが登場している。

## 作品リスト
- アニマル横町（『りぼん』にて連載中、第51回（平成17年度）小学館漫画賞・児童向け部門受賞、アニメ化）
- 恋は大騒ぎ（デビュー作）
- ラブリー
- ぼくらの物語
- どきどき
- 青春いいじゃないか。

### 単行本未収録作品
- アニマル横町 アニ横こわい話〜どき☆どき恐怖のみぞ知る…の巻〜（『りぼん』2021年7月号別冊ふろく『怖いりぼん』）